# Sint-Benedictuskerk (München)
De Sint-Benedictuskerk (Duits: St. Benedikt) is een parochiekerk in München in het stadsdeel Schwanthalerhöhe. De kerk werd gewijd aan de heilige Benedictus. Samen met de Maria-Visitatiekerk en de Sint-Rupertkerk vormt de Sint-Benedictuskerk het parochieverband München-Westend.

## Locatie
De rooms-katholieke kerk ligt aan de Schrenkstraße ten westen van het centrum van München, op korte loopafstand van de Theresienwiese (de locatie van het Oktoberfest) en de bekende brouwerij Augustiner Bräu.

## Geschiedenis
In het jaar 1873 werd onder de katholieke bevolking van München een zeer succesvolle geldinzamelingsactie georganiseerd ten behoeve van de bouw van nog een kerk in de Sint-Bonifatiusparochie. Na de verwerving van een stuk grond in 1873 kon de bouw van start gaan. Binnen drie jaar kon de kerk op 23 oktober 1881 worden gewijd. De kerk bleef nog lang een filiaalkerk van de Bonifatiuskerk. Pas in 1923 werd de kerk een zelfstandige parochiekerk.  
De kerk werd ernstig beschadigd door de bombardementen in de Tweede Wereldoorlog op München, met name in oktober 1944. In 1950 kon het gerestaureerde godshuis weer in gebruik worden genomen. Van het oorspronkelijke interieur bleven slechts een grote crucifix aan de noordelijke muur, een onze-Lieve-Vrouw van Smarten in het zuidelijke zijschip, een aantal kwalitatief hoogwaardige beelden van Maria, Anna en Joachim en de geschilderde kruisweg uit 1927 bewaard. 
De heilige mis wordt in de Benedictuskerk in verschillende talen gelezen en de kerk levert een forse bijdrage aan missionaire activiteiten onder vreemdelingen.

## Orgel
Het orgel werd door Carl Schuster gebouwd. Het instrument beschikt over 25 registers op twee manualen en pedaal.

## Klokken
In de kerktoren hangen vier klokken met de slagtonen d1, fis1, a1 en c2.

## Afbeeldingen

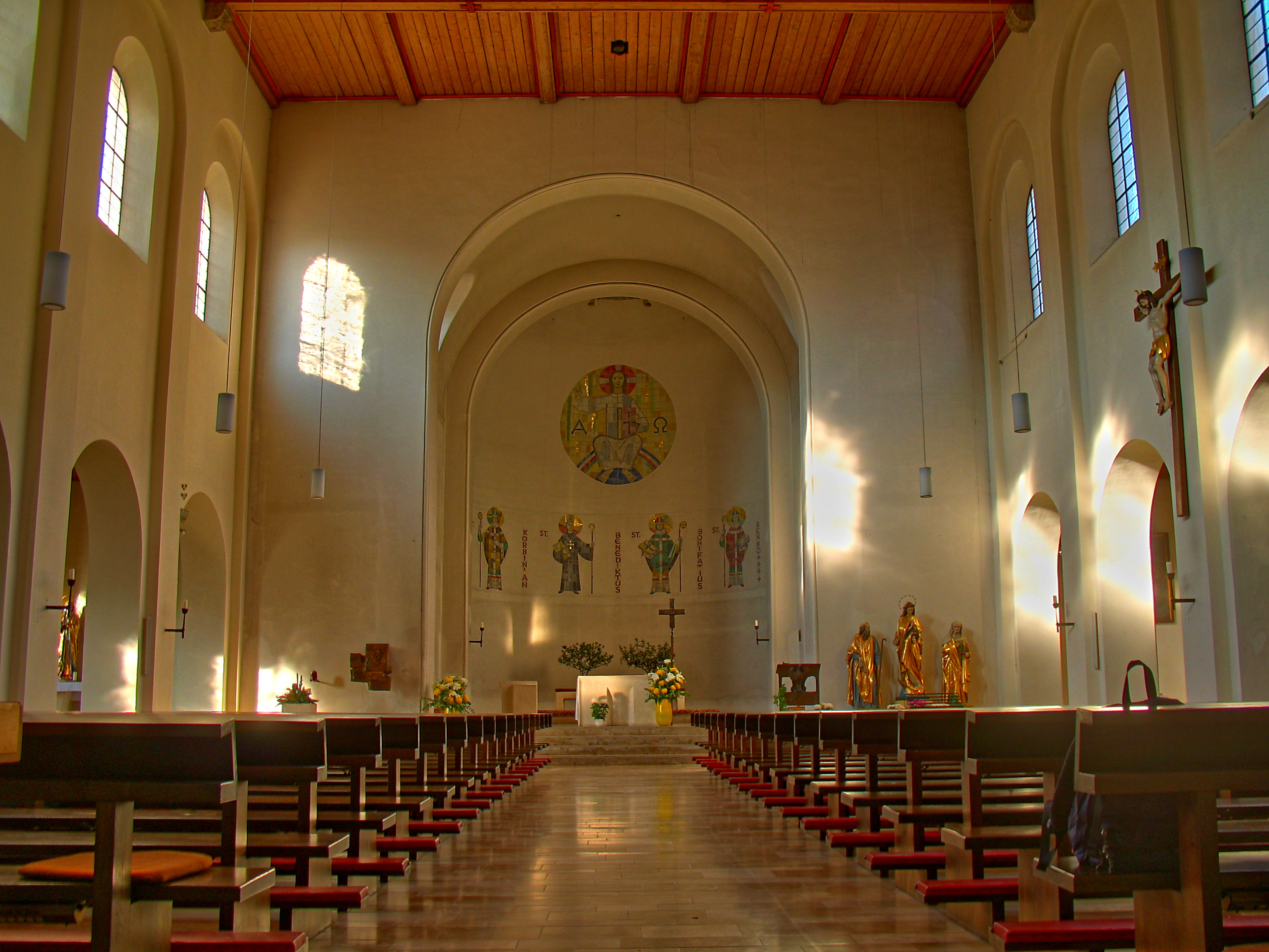
Overzicht interieur
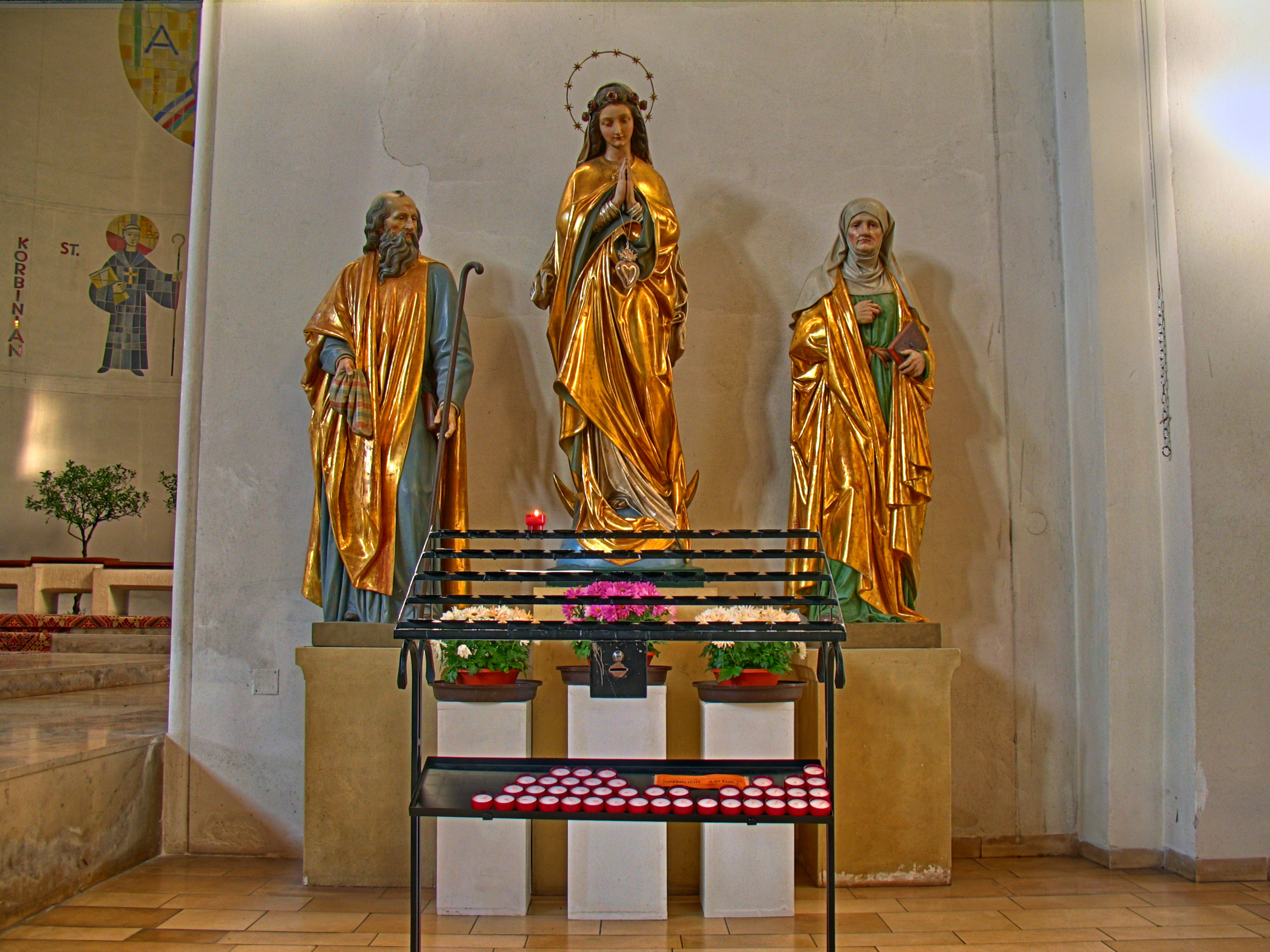
Beeldengroep
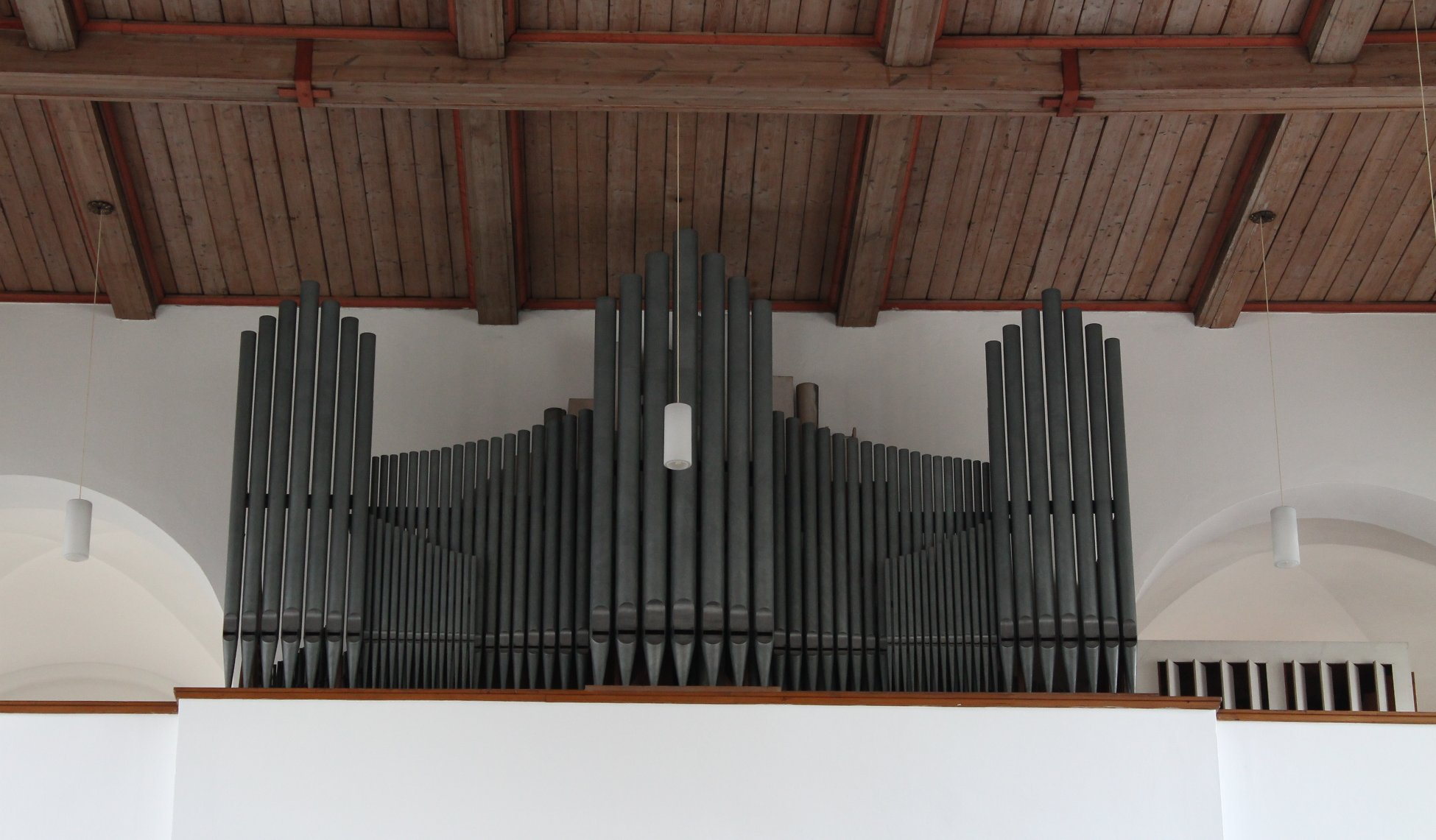
Orgel
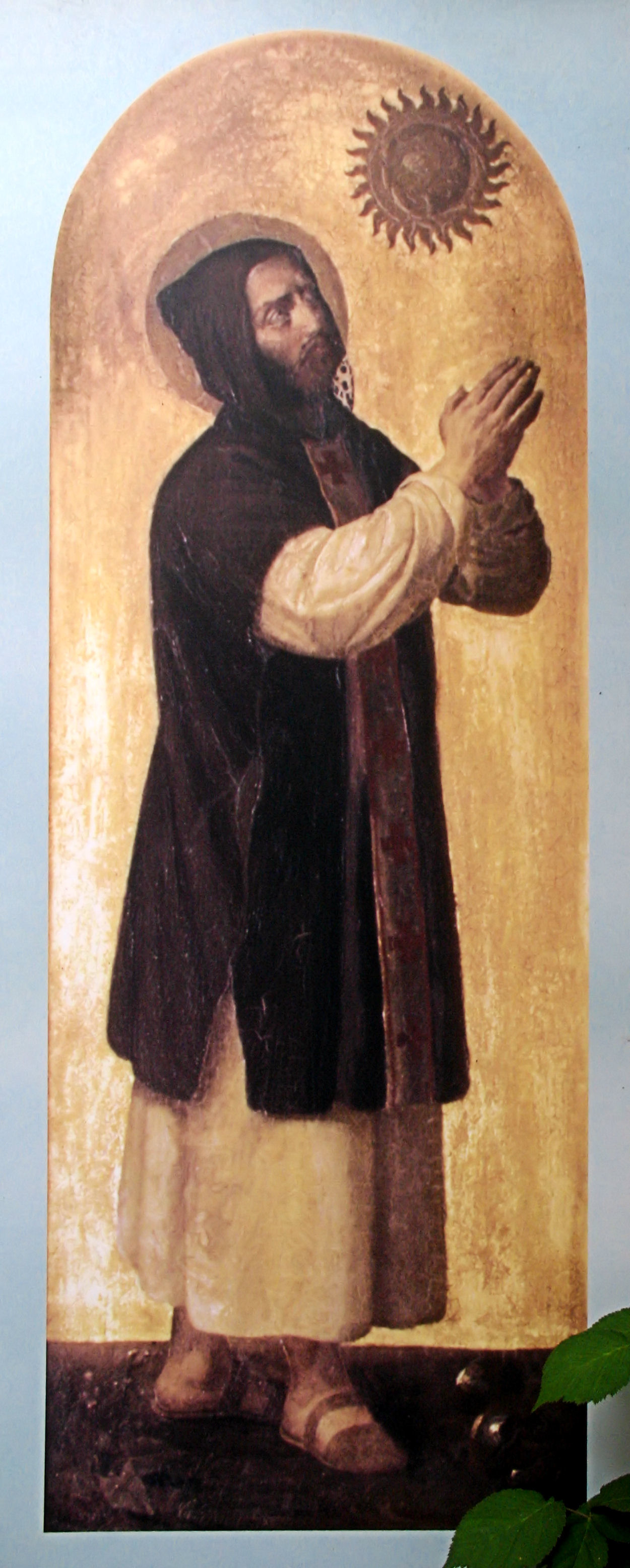
Afbeelding van Sint-Benedictus in de kerk